# AZ '67 in het seizoen 1969/70
Het seizoen 1969/1970 was het derde jaar in het bestaan van de Alkmaarse betaaldvoetbalclub AZ '67. De club kwam uit in de Eredivisie en eindigde daarin op de 12e plaats. Tevens deed de club mee aan het toernooi om de KNVB Beker, hierin werd in de kwartfinale verloren van GVAV (0–1).

## Wedstrijdstatistieken

### Eredivisie
|       | ADO   | Ajax  | DOS   | DWS   | Feijenoord | Go Ahead | GVAV  | Haarlem | Holland Sport | MVV   | NAC   | N.E.C. | PSV   | Sparta | SVV   | Telstar | FC Twente '65 |
| ----- | ----- | ----- | ----- | ----- | ---------- | -------- | ----- | ------- | ------------- | ----- | ----- | ------ | ----- | ------ | ----- | ------- | ------------- |
| Thuis | 1 – 1 | 0 – 1 | 1 – 0 | 3 – 1 | 1 – 1      | 2 – 1    | 0 – 1 | 1 – 1   | 1 – 1         | 0 – 0 | 1 – 1 | 1 – 1  | 0 – 0 | 0 – 1  | 1 – 0 | 0 – 0   | 0 – 1         |
| Uit   | 4 – 0 | 4 – 1 | 0 – 2 | 1 – 0 | 2 – 0      | 1 – 0    | 4 – 1 | 0 – 0   | 2 – 3         | 0 – 1 | 2 – 2 | 1 – 0  | 7 – 2 | 0 – 0  | 3 – 2 | 0 – 3   | 5 – 1         |

### KNVB Beker
| 1e ronde                                                 | SC Gooiland          | 0 – 0 Na strafschoppen | AZ '67                                |
| 19 oktober 1969 Plaats: Hilversum Gemeentelijk Sportpark |                      |                        |                                       |
| 2e ronde                                                 | Fortuna              | 1 – 2 (1 – 1)          | AZ '67                                |
| 1 maart 1970 Plaats: Vlaardingen Floreslaan              | Jan Baksteen 3'      |                        | 22' Jan Liberda 61' Gerard Vredenburg |
| 3e ronde                                                 | AZ '67               | 2 – 1 (1 – 1)          | Ajax                                  |
| 12 april 1970 Plaats: Alkmaar Alkmaarderhout             | Chris Dekker 5', 61' |                        | 26' Johan Cruijff                     |
| Kwartfinale                                              | GVAV                 | 1 – 0 (0 – 0)          | AZ '67                                |
| 22 april 1970 Plaats: Groningen Oosterpark               | Henk Oosterwold 57'  |                        |                                       |

## Statistieken AZ '67 1969/1970

### Eindstand AZ '67 in de Nederlandse Eredivisie 1969 / 1970
| Stand | Gespeeld | Gewonnen | Gelijk | Verloren | Punten | Doelpunten voor | Doelpunten tegen |
| ----- | -------- | -------- | ------ | -------- | ------ | --------------- | ---------------- |
| 12e   | 34       | 8        | 12     | 14       | 28     | 31              | 48               |

### Topscorers
| #                 | Naam              | Goal |
| ----------------- | ----------------- | ---- |
| 1.                | Gerard Vredenburg | 7    |
| 2.                | Dick Twisk        | 6    |
| 3.                | Wim de Jager      | 4    |
| 4.                | Chris Dekker      | 3    |
| 4.                | Bob van Rijssel   | 3    |
| 6.                | Jan van Veen      | 2    |
| 7.                | Wim Kabel         | 1    |
| 7.                | Jan Liberda       | 1    |
| 7.                | Flip Stapper      | 1    |
| 7.                | Theo Vonk         | 1    |
| 7.                | Hassie van Wijk   | 1    |
| Onbekend doelpunt |                   |      |
| –                 | Onbekend          | 1    |
| Totaal            | Totaal            | 31   |

| #      | Naam              | Goal |
| ------ | ----------------- | ---- |
| 1.     | Chris Dekker      | 2    |
| 2.     | Jan Liberda       | 1    |
| 2.     | Gerard Vredenburg | 1    |
| Totaal | Totaal            | 4    |

## Voetnoten
ADO ·
Ajax ·
AZ '67 ·
DOS ·
DWS ·
Feijenoord ·
Go Ahead ·
Haarlem ·
Holland Sport ·
GVAV ·
MVV ·
NAC ·
N.E.C. ·
PSV ·
Sparta ·
SVV ·
Telstar ·
FC Twente '65